# Universum (album)
Universum – album studyjny duetu hip-hopowego Planet ANM i Eljot Sounds. Wydawnictwo ukazało się 5 grudnia 2014 roku nakładem wytwórni muzycznej Aptaun Records w dystrybucji Firmy Księgarskiej Olesiejuk. Wśród gości na płycie znaleźli się m.in. raperzy Mam Na Imię Aleksander, Miuosh oraz Rover. Oprawę graficzną płyty wykonał Grzegorz „Forin” Piwnicki.
Płyta dotarła do 22. miejsca zestawienia OLiS.

## Lista utworów
Opracowano na podstawie materiału źródłowego.
1. „Uniwersum” (gościnnie: Nikola Pustała, produkcja: Eljot Sounds) – 3:32
2. „Pęd powietrza” (gościnnie: Rover, produkcja: Eljot Sounds) – 3:05
3. „Jekaterina nie żyje” (produkcja: Eljot Sounds) – 4:00
4. „Siema Hejter” (gościnnie: Pyskaty, produkcja: Eljot Sounds) – 4:30
5. „Dupy z LO” (produkcja: Eljot Sounds) – 3:19
6. „Nie mam już sił” (produkcja: Eljot Sounds) – 2:13
7. „Esperanto” (produkcja: Eljot Sounds) – 3:13
8. „Czy pozwolisz” (gościnnie: Magda Wac, pianino: Tomasz „Uneasy” Kwiatkowski, produkcja: Eljot Sounds) – 4:30
9. „Mentalista” (gościnnie: Mam Na Imię Aleksander, Miuosh, produkcja: Eljot Sounds) – 4:14
10. „OOBE” (produkcja: Eljot Sounds) – 3:18
11. „Sara” (produkcja: Eljot Sounds) – 3:15
12. „Mroczny rycerz” (gitara elektryczna: Marcin „Steven” Piotrkowski, produkcja: Eljot Sounds) – 4:38
13. „Wszystko znieść” (produkcja: Eljot Sounds) – 3:06

| Bonus CD2 |
| --- |
| 1. „Mroczny Rycerz” (gitara elektryczna: Marcin „Steven” Piotrkowski, produkcja: Eljot Sounds) – 4:37 2. „Mroczny rycerz” (remiks: Cyga) – 2:54 3. „Mroczny rycerz” (remiks: Ka-Meal) – 3:59 4. „Mroczny rycerz” (remiks: Foux) – 4:40 5. „Mroczny rycerz” (remiks: NoTime, TEKEN) – 4:52 6. „Gra o tron” (gościnnie: Arik, Kato, Niti, produkcja: Eljot Sounds, Uneasy) – 4:07 7. „Mroczny rycerz” (A Capella) – 4:01 8. „Mroczny rycerz” (gitara elektryczna: Marcin „Steven” Piotrkowski, produkcja: Eljot Sounds) – 4:36 (utwór instrumentalny) 9. „Mroczny rycerz” (remiks: Cyga) – 2:54 (utwór instrumentalny) 10. „Mroczny rycerz” (remiks: Ka-Meal) – 4:01 (utwór instrumentalny) 11. „Mroczny rycerz” (remiks: Foux) – 4:40 (utwór instrumentalny) 12. „Mroczny rycerz” (remiks: NoTime, TEKEN) – 4:52 (utwór instrumentalny) |